# Villingen, Uppland
Villingen är en sjö i Heby kommun i Uppland och ingår i Dalälvens huvudavrinningsområde. Sjön har en area på 0,473 kvadratkilometer och ligger 56,7 meter över havet. Sjön avvattnas av vattendraget Storån.

## Delavrinningsområde
Villingen ingår i det delavrinningsområde (666270-155173) som SMHI kallar för Utloppet av Villingen. Medelhöjden är 67 meter över havet och ytan är 2,48 kvadratkilometer. Räknas de 35 avrinningsområdena uppströms in blir den ackumulerade arean 274,97 kvadratkilometer. Storån som avvattnar avrinningsområdet har biflödesordning 2, vilket innebär att vattnet flödar genom totalt 2 vattendrag innan det når havet efter 98 kilometer. Avrinningsområdet består mestadels av skog (72 procent). Avrinningsområdet har 0,43 kvadratkilometer vattenytor vilket ger det en sjöprocent på 17,1 procent.